# Los cronocrímenes
Los cronocrímenes es una película dirigida por Nacho Vigalondo, director, actor y guionista cántabro. El filme se estrenó internacionalmente en 2007, consiguiendo un gran éxito de crítica y diversos galardones en importantes festivales de todo el mundo. Sin embargo, la película no habría de estrenarse en España hasta el 27 de junio de 2008.

## Reparto
- Karra Elejalde como Héctor.
- Candela Fernández como Clara.
- Bárbara Goenaga como la chica del bosque.
- Nacho Vigalondo como el joven.
- Juan Inciarte como Héctor ocasional.

## Argumento
Al comienzo de la película, Héctor (Karra Elejalde) está sentado en su jardín viendo un bosque con unos prismáticos. Ve a una mujer (Bárbara Goenaga) que se está desnudando entre los árboles y decide ir a investigar al lugar. Sin darse cuenta, es atacado y apuñalado en el hombro con un par de tijeras por una imagen siniestra: un hombre que tiene la cara cubierta con vendas rosas. Huyendo de regreso hacia su casa, entra en un centro de investigación donde se comunica con un científico (Nacho Vigalondo) a través de un walkie-talkie. Este le dice que el otro personaje le está persiguiendo y que sabe dónde está. Le aconseja que suba por un camino hasta un laboratorio situado en el mismo bosque. Héctor llega al laboratorio y se mete en una máquina. Sin quererlo, se da cuenta de que la máquina lo ha transportado en el tiempo al mismo día pero una hora antes.
Héctor, desde el laboratorio, divisa su casa a través de unos prismáticos y se da cuenta de que se ve a él mismo, es decir, su doble, Héctor 1. Héctor se convierte ahora en Héctor 2 y está celoso de su doble porque está en su casa. Para solucionar la situación, el científico le explica que es muy importante que Héctor 1 siga el mismo camino que Héctor 2 y se meta en la misma máquina del tiempo para que ya no haya dos Héctores.
Héctor 2 toma prestado el coche de color blanco del científico. En la carretera se encuentra con una mujer y se da cuenta de que es la misma mujer que vio antes, la misma que se estaba desvistiendo en el bosque. Se detiene en el camino y momentos después el auto es atropellado por otro móvil, cae por la cuesta y choca contra un árbol, con lo que empieza a sangrar por la frente. Se venda la cabeza y la cara con la venda que tenía en el brazo y se da cuenta de que él es el asesino al mirar su reflejo en el espejo retrovisor, es decir, que es el mismo que apuñaló a Héctor 1 al principio. Como es el asesino, se comporta como tal y la mujer, que lo viene a socorrer, cae en su plan malévolo. La obliga a desvestirse en el bosque mientras ve que Héctor 1 ha venido a investigar qué está pasando (como al principio de la película) y Héctor 2, ahora el asesino, lo apuñala en el hombro. 
Héctor 2 regresa a su casa y accidentalmente mata a quien cree que es su mujer por equivocación. Lo único que hace falta para que solo exista un Héctor es que Héctor 1 entre en la máquina del tiempo, sin embargo Héctor 2 desea volver a viajar en el tiempo para evitar la muerte de su esposa, pero el científico va en contra de sus planes. El científico le confiesa que otro Héctor, llamado Héctor 3, salió de la máquina del tiempo y le dice que él, Héctor 2, está a punto de convertirse en Héctor 3. El científico le dice que se ha comunicado con Héctor 3 y que éste le ha dicho que todo ha fallado y que debe impedir que Héctor 2 viaje en el tiempo.
Héctor 2, ya convertido en Héctor 3, decide ir en busca de Héctor 2 y se sube a una camioneta roja. Choca contra Héctor 2, que está en el coche blanco del científico. Héctor 3 le dice al científico que todo está perdido. De pronto, se encuentra con la misma chica que fue obligada a desvestirse en el bosque por el asesino y esta le cuenta que está escapando de Héctor 2. Héctor 3 la calma y ambos, a instancias de la joven, van a casa de Héctor, donde se encuentra la esposa, la cual le dice que un asesino está en la casa y que ha llamado a la policía.
Héctor 3 se da cuenta de que Héctor 2 no va a matar a su esposa pero necesita que Héctor 2 crea que si para que decida entrar en la máquina del tiempo nuevamente (recrear los hechos tal y como sucedieron para no crear una paradoja). Héctor 3 encierra bajo llave a su esposa en un cobertizo en el que se depositan herramientas de jardín tras colocar la escalera en el tejado, le da a la otra mujer ropa de su mujer y le corta el pelo como ella para que se parezca (con la excusa de que disfrazada, el extraño no la reconocerá), él se esconde y la joven continúa huyendo de Héctor 2. Una vez que Héctor 3 sabe con absoluta certeza que la joven ha fallecido y Héctor 2 regresará al centro donde se encuentra la máquina del tiempo con el fin de impedir el supuesto fallecimiento de su esposa, procede a liberarla del cuarto donde la aprisionó y, sin esclarecer ningún detalle, la sienta en las mismas sillas de jardín desde donde divisó por primera vez a la joven con los prismáticos y dejando el final bastante abierto, aunque resolviendo el misterio principal muy elegantemente.

## El viaje en el tiempo segúnLos cronocrímenes
En Los cronocrímenes, el viaje en el tiempo es tratado según el principio de autoconsistencia de Nóvikov; esto es, se considera que es imposible realizar una acción durante el viaje en el tiempo que conlleve a una paradoja del viaje en el tiempo (es decir, un cambio en el curso temporal).
Sin embargo, lo novedoso en el planteamiento de la película es que consigue restablecer el libre albedrío en unas condiciones en las cuales el protagonista había perdido de manera aparente cualquier capacidad de elección (al igual que en el ejemplo planteado por Henry James). Se llega a la conclusión de que la libertad en los viajes temporales está estrechamente ligada al conocimiento que el viajero ha obtenido por medio de éstos. El hecho de que Héctor 3 desconozca si a quien había matado accidentalmente Héctor 2 era su esposa o la chica de la bicicleta, es lo que le permite a Héctor 3 decidir quién de estas dos ha de morir.

## Premios
Medallas del Círculo de Escritores Cinematográficos de 2008
| Categoría         | Persona         | Resultado |
| ----------------- | --------------- | --------- |
| Premio revelación | Nacho Vigalondo | Ganador   |

Otros premios
| Premio                                            | Lugar                                  | Resultado |
| ------------------------------------------------- | -------------------------------------- | --------- |
| Mejor película (Asteroide de oro)                 | Trieste, Friuli-Venecia Julia (Italia) | Ganador   |
| Mejor película en el Fantastic Fest               | Austin, Texas (Estados Unidos)         | Ganador   |
| Medalla de oro del Jurado en el Fantastic Fest    | Austin, Texas (Estados Unidos)         | Ganador   |
| Medalla de plata del Público en el Fantastic Fest | Austin, Texas (Estados Unidos)         | Ganador   |